# Михеев, Артём Сергеевич
Артём Сергеевич Михеев (род. 27 мая 1995) — российский хоккеист, нападающий. Мастер спорта России (2024).

## Биография
Воспитанник казанского «Ак Барса», с сезона 2012/13 начал играть за «Барс» в МХЛ и за «Ирбис» в МХЛ-Б. В сезоне 2015/16 дебютировал в КХЛ, проведя за «Ак Барс» 17 матчей. 24 августа 2016 года был обменян в «Металлург» Новокузнецк. Сыграл 53 матча, в конце сезона был откомандирован в команду ВХЛ «Зауралье» Курган для участия в плей-офф. Сезон 2017/18 начал в ВХЛ в составе «Барса». Проведя два матча, 12 сентября был обменян в другой клуб ВХЛ «Нефтяник» Альметьевск. Сыграв 8 матчей, 7 октября вернулся в «Ак Барс» и через шесть дней был обменян в «Югру». Провёл 30 матчей в КХЛ и 7 — в ВХЛ за «Рубин» и 1 мая 2018 года вновь вернулся в «Ак Барс». 23 декабря 2019 года был обменян в челябинский «Трактор». 8 декабря 2020 года был обменян в «Торпедо» Нижний Новгород. 1 мая 2023 года подписал однолетний контракт с «Сибирью». 17 мая 2024 года перешёл в московское «Динамо», подписав двухлетний контракт.